# Эротическая пластичность
Эротическая пластичность (от др.-греч. ἐρωτικός «любовный, влюблённый; страстный» и от греч. plastikos — годный для лепки, податливый) — степень податливости к изменениям сексуального влечения при столкновении с культурными или социальными факторами. Поскольку социальный психолог Рой Баумейстер ввел термин в 2000 году, только два исследования, непосредственно оценивающие эротическую пластику, были завершены в 2010. Рой Баумейстер утверждал, что одни имеют «высокую эротическую пластичность», когда их секс-диски могут быть затронуты ситуативными, социальными и культурными влияниями, в то время как другие имеют «низкую эротическую пластичность» и являются невосприимчивыми к изменениям.
Гипотеза женской эротической пластичности утверждает, что женщины имеют более высокую эротическую пластику чем мужчины, и поэтому их «сексуальные диски» являются более социально гибкими и восприимчивыми (такие факторы, как религия, культура и образование имеют большее влияние на сексуальное поведение женщин). Мужчины, с другой стороны, остаются относительно устойчивыми после полового созревания, но все ещё могут зависеть от различных факторов.

## Гипотеза женской эротической пластичности
Баумейстер предположил, что более слабые мотивы, как правило, приводят к повышению пластичности. Так, например, отцовская роль имеет большую пластичность чем материнская, потому что мужчины имеют более слабую мотивацию в контексте воспитания детей. Тем не менее, слабое половое влечение не обязательно означает, что секс менее важен для женщин, или что женщины имеют более низкую способность возбуждаться. Скорее, гипотеза Баумейстера поддерживает идею, что женщины менее склонны заниматься сексом, чем мужчины.

## Факторы, влияющие на женскую половую пластичность

### Культура
По мнению Баумейстера, культура (политика, культурные и социальные взгляды на сексуальное поведение) сильно влияет на сексуальные отношения и поведение женщины. Многонациональные исследование Липпы (2009) обнаружило, что женщины более изменчивы в своих сексуальных дисках, предполагая, что их сексуальность является более пластичной и под влиянием общества. Другое исследование показало, что южнокорейские женщины имели более высокий средний возраст первого полового акта, снижение темпов добрачного секса и неодобрение к нему. В Южной Корее существуют сильные гендерные сексуальные двойные стандарты, предполагающие, что женщины будут пассивными в браке. Поэтому Бауместер предположил, что культурные нормы повлияли на поведение и сексуальную активность женщин. Другое исследование показало, что женщины испаноязычных иммигрантов в США были менее склонны к вагинальному, оральному и анальному сексу, чем латиноамериканцы, которые родились и выросли в Соединенных Штатах. Использование презервативов не зависело от того, является ли человек иммигрантом, предполагая, что воспитание и аккультурация оказали значительное влияние на участие в сексуальной активности, а не мысли людей о защите себя во время секса. Баумейстер предсказал, что аккультурация, процесс принятия моделей поведения и отношения к окружающей культуре, должны иметь большее влияние на сексуальное поведение и отношение женщин иммигрантов. Тем не менее в исследовании, проведенном Benuto и Meana об эротической пластике, подтверждающих доказательств не было найдено. При рассмотрении аккультурации студентов колледжа из американского колледжа неамериканского фона, аккультурации имели такое же влияние на сексуальное поведение и отношение как мужчин, так и женщин. Многочисленные потенциальные методологические недостатки этого исследования показали, что, возможно, женщины пытаются казаться социально желательным в своих ответах или что участники были слишком окультуренными.

#### Религия
Католические монахини более успешны в выполнении своих обетов безбрачия и желали придерживаться сексуального воздержания больше, чем мужчины духовенства, предлагалось, что женщинам легче приспособиться к таким высоким непермиссивным стандартам. Исследование на пожилых незамужних взрослых показало, что те, кто был очень религиозным, менее вероятно имели много интимных партнеров, по сравнению с нерелигиозными незамужними взрослыми. Тем не менее, этот эффект был сильнее у женщин, предлагая более сильное влияние на сексуальное поведение женщин. Посещение церкви и религиозность также связано с более низким коэффициентом отчетности мастурбации среди женщин. Одно из возможных объяснений является то, что более высокий уровень духовности и религиозности связаны с более высоким уровнем сексуальной вины у женщин. Одно исследование даже предположило, что это встречается среди женщин разной культуры. Религиозные Евро-канадские женщины сообщили о значительно более высоком уровне сексуального желания и менее сексуальной вины, чем у женщин Восточной Азии. Это пример двух общественных давлений, религии и культуры, взаимодействующими в формировании сексуальности. И, наконец, Баумастер и его коллеги (2009) обнаружили, что нерелигиозные женщины более склонны к неограниченному добрачному поведению полового акта, чем религиозные женщины.

##### Подростковая сексуальность
Религиозность также может повлиять на то, как сильно подростки предпочитают воздерживаться от сексуального поведения. Стремление к религии и наличие друзей с аналогичными обязательствами оказывает более сильное воздействие на девочек, чем на мальчиков. Другие факторы, такие, как неодобрение членов семьи подросткового сексуального поведения также играют значительную роль.

###### Наследуемость
Согласно теории женской эротической пластичности, сексуальное поведение мужчин должно быть более наследственно, потому что есть более сильный биологический компонент, стимулирующий это поведение. Исследование рассматривало взрослых близнецов в Швеции, где проявления генетического компонента для участия в однополом поведении меньше у женщин, чем у мужчин. Общая среда также играет большую роль в однополом поведении женщин, хотя экологические факторы были примерно одинаковы.
Другое исследование показало, что возраст начала сексуальных отношений у мужчин-близнецов чаще идентичен, чем у женщин-близнецов. Общая среда играет большую роль, чем генетика, в сексуальном поведении у подростков женского пола.

###### Несоответствия поведения в отношениях
Баумейстер утверждает, что женщины сталкиваются с большими противоречиями в сексуальных отношениях с их партнерами и реже участвуют в желаемом поведении. Женщины чаще, чем мужчины, изменяют многое в своих сексуальных привычках, желаниях и ожиданиях в течение 20 лет брака. Даже мужчины сообщили, что их супруги изменились, чем были в начале замужества. Другим примером является использование презервативов женщинами, для которых их использование во время секса в прошлом вызывали трудности. Однако, исследование 2008 года Вульфа и Маэйсто обнаружили, что эта тенденция снижается, предлагая изменение традиционных гендерных ролей в культуре.

## Гендерные сходства
Хотя женская эротическая теория пластичности заявляет, что мужская и женская сексуальность отличаются, некоторые данные свидетельствуют, что мужская сексуальность также может быть затронута социокультурными факторами. Хотя религия и семья призывает женщину воздерживаться, это в меньшей степени затрагивает мужчин. Кроме того, некоторые мужчины духовенства успешно поддерживают обет безбрачия. Высшее образование связано с увеличением разнообразия сексуального поведения и у мужчин, и у женщин. Азиатские мужчины и женщины последовательно сообщают о более консервативных сексуальных отношениях, чем латиноамериканцы и евроамериканцы.

## Сексуальное возбуждение
Согласно Мередиту Чиверсу, женщины физически пробуждены большим разнообразием эротических изображений, чем мужчины, и это физическое пробуждение не соответствует субъективному пробуждению. Подобные результаты были найдены в исследовании, которое показало и согласованные и несогласованные сексуальные сцены мужчинам и женщинам. Ни мужчины, ни женщины не сообщили о сексуальном возбуждении сценами насилия, но женские тела ответили похожим способом к обоим сценариям. Обычное объяснение этого состоит в том, что женское физическое возбуждение — эволюционная непроизвольная реакция, не позволяющая предотвратить это во время насилия. Однако исследование, которое измерило сексуальное возбуждение через расширение зрачка обнаружило, что физический ответ лесбийских и бисексуальных женщин к эротическим изображениям был более определённым: тело лесбиянки отзывалось больше на изображения с женщинами, и тело бисексуалки отзывалось на предпочтительный пол. Это может быть связано с маскулинизацией мозга через пренатальные гормоны. То же самое исследование нашло также сексуальную текучесть в мужском ответе, который прошел континуум между гетеросексуальностью и гомосексуализмом.
Исследование 1996 года Генри Э. Адамса и др. показало, что значительный процент гетеросексуальных мужчин (гомофобных 80 % и негомофобных 34 %), проявили возбуждение к гомосексуальной мужской порнографии, а также гетеросексуальной и лесбийской порнографии, предположив, что сексуальное возбуждение в мужчинах также пластично.

## Сексуальная текучесть и однополые поведения
Половая текучесть предполагает, что сексуальная ориентация или сексуальность не является постоянной, а может меняться с течением времени. По словам Лайзе Диэмонд, разработчику понятия, женщины более непостоянны в своей сексуальности, чем мужчины. В своем исследовании лесбиянок, бисексуальных и асексуальных женщин, она обнаружила, что они имели тенденцию изменения их сексуальной идентичности и поведения с течением времени. Другие исследования показали большую пластичность среди лесбиянок, по сравнению с гомосексуальными мужчинами.
Альфред Кинси предложил, что сексуальность прошла континуум, и она не сводится к двум крайностям. В его исследованиях он нашел существенное однополое поведение среди населения в целом: 46 % мужчин реагировали сексуально на людей обоих полов в течение их жизней, в то время как у 36 % мужчин и 13 % женщин был откровенный гомосексуальный опыт.
Женщины, которые остались в отношениях с транссексуалами, поддерживают гетеросексуальную идентичность, но сообщили об изменениях в своей сексуальной жизни. Некоторые женщины сообщили, что их отношения больше не включали половую активность, в то время как другие сообщили, что ничего не изменялось. Это предполагает, что женщины в состоянии изменить свою сексуальность, не изменяя их сексуальную ориентацию. Кроме того, согласно Lippa (2006), гетеросексуальные женщины с высоким сексуальным влечением склонны быть привлеченными и женщинам и мужчинам, тогда как гетеросексуальные мужчины с высоким сексуальным влечением связаны только с привлечением или к женщинам или к мужчинам, предложив большую пластичность в женской сексуальности. Хотя, согласно Ван Уику и Geist (1984) и Диксон (1985), высокое сексуальное влечение также связано с бисексуальностью в мужчинах.

## Эротическая пластичность и гендерная изменчивость
Лесбиянки чаще, чем геи, занимаются гетеросексуальным сексом, предлагая большую изменчивость в своей сексуальности. Мало что известно об эротической пластичности у транссексуалов. Операции по смене пола и гормональная терапия (то есть терапия тестостероном) приводят к увеличению сексуального желания у транс-людей, но неизвестно, как себя при этом ведет эротическая пластичность.

## Анкетный опрос эротической пластичности
В диссертации 2009 года доктора философии Лоррэйн Бенуто, рассматривалась шкала измерения эротической пластичности. Её масштаб, EPQ (Эротический Анкетный опрос Пластичности), содержал следующие подпункты, которые, как полагают, были компонентами эротической пластичности:
- Текучесть (поведений на однополом континууме / континууме противоположного пола);
- Несоответствия поведения в отношениях;
- Изменения в отношениях (в течение долгого времени);
- Восприятие предпочтений;

- Социокультурное влияние.

При проведении тестирования, женщины набрали больше баллов текучести, несоответствии поведения в отношениях и полной эротической пластичности. Не было никаких значительных гендерных различий в изменениях в отношениях, восприятиях предпочтений и социокультурных влияний. Тест также не демонстрировал отношений между эротической пластичностью и местоположением контроля, сексуальной либеральности и открытости. Бенуто также не находила отрицательную корреляцию между сексуальным влечением и счетом EPQ, что было неожиданно. Это или из-за методологической проблемы в масштабе или из-за проблемы в гипотезе Бомейстера, что пластичность связана с сексуальным влечением. Это вынуждало Бенуто вывести гипотезу, что нет одного вида пластичности, и что эротическая пластичность — намного более сложная конструкция, чем первоначально предполагалось.
В отличие от многочисленных исследований Баумейстера о влиянии социокультурных факторов на женщин, Бенуто не находила гендерные различия в социокультурном подмасштабе влияния.

## Применения в сексуальной терапии
Баумейстер обеспечил три применения своей теории эротической пластичности в сексуальной терапии. Баумейстер обнаружил, что когнитивная психотерапия будет лучшим подходом для пациенток, потому что сексуальные реакции и поведение связаны с определёнными вещами, поэтому работать с интерпретациями и пониманием этих реакций и поведения будут иметь наибольшую пользу для женщин. Физиологические терапии, такие как гормональная терапия, будут, следовательно, лучше для пациентов мужского пола, так как фокус будет больше на теле, чем на познаниях мужчин. Кроме того, кто — то с высокой эротической пластикой будет иметь меньшее сексуальное самопознание и самопонимание, чем кто-то с низкой эротической пластикой, так как их поведение и вкусы восприимчивы к изменениям; это знание может быть полезным, помогая кому-то, кто запутался в своей сексуальной идентичности. И, наконец, перспективы для успешной сексуальной терапии может быть лучше у женщин, чем у мужчин, потому что если у человека развиваются проблемы, их низкая пластичность затруднит изменения полового созревания.
Применения эротической пластичности в сексуальной терапии помогают лучше выявлять проблемы, такие как: влияние семьи и сверстников, а также любые внутренние и внешние давления, которые могут влиять на половую идентичность.